# Васильєвське (Щолковський міський округ)
Васи́льєвське (рос. Васильевское) — присілок у складі Щолковського міського округу Московської області, Росія.

## Населення
Населення — 61 особа (2010; 119 у 2002).
Національний склад (станом на 2002 рік):
- росіяни — 91 %